# Det han gjorde
|  | Denne artikel er oprettet af botten Steenthbot ud fra en ekstern database. Den kan derfor have sproglige fejl eller mangler. Denne skabelon kan fjernes efter kontrol af indholdet. |

Det han gjorde er en dansk dokumentarfilm fra 2015 instrueret af Jonas Poher Rasmussen.

## Handling
I 1988 slog Jens Michael Schau sin kæreste gennem 13 år, den populære forfatter Christian Kampmann, ihjel i jalousi. Nu fortæller Schau for første gang sin historie i en ny dansk dokumentarfilm. Jens Michael Schau blev idømt 10 års fængsel og afsonede dommen på psykiatrisk hospital. Han blev løsladt efter syv år og lever i dag en stille tilværelse uden kontakt til gamle venner fra den gang. ”Jeg ved aldrig om folk vil hilse eller ej når jeg møder dem på gaden. Om de vil kendes ved mig eller ej. Det er så mit kors, kan man sige. Altså man får en straf og så udstår man den, og så skulle man jo på papiret være fri, men det er man selvfølgelig ikke”, siger Jens Michael Schau i filmen.
I filmen fortæller Schau om kærligheden og jalousien. Samtidig beskriver han - gennem en teateropsætning på teatret Mungo Park - hvordan han mødte og forelskede sig i Christian. Og hvordan det kunne ende så galt.

## Medvirkende
- Nicolai Jandorf
- Anders Budde Christensen
- Marianne Mortensen